# مجلة العلوم السلوكية والدماغية
العلوم السلوكية والدماغية (بالإنجليزية: Behavioral and Brain Sciences) هي مجلة علمية محكمة تصدر كل شهرين. أسستها عام 1978 ستيفان هارناد [الإنجليزية] ونشرتها مطبعة جامعة كامبريدج. وصممت المجلة على غرار مجلة الأنثروبولوجيا الحالية(التي تأسست في عام 1959 من قبل عالم الأنثروبولوجيا بجامعة شيكاغو، سول تاكس [الإنجليزية] ).
تنشر المجلة "مقالات مستهدفة" متبوعة بـ 10 إلى 30 أو أكثر من تعليق النظراء وإجابات مؤلفي المقالة المستهدفة. تغطي المجلة جميع مجالات العلوم السلوكية والمعرفية الحيوية (علم النفس، وعلم الأعصاب، والبيولوجيا السلوكية، والعلوم المعرفية، والذكاء الاصطناعي، واللغويات، والفلسفة) وتحكم المقالات من قبل أربعة محكمين أو أكثر لتكون ذات أهمية كافية ونطاق متعدد التخصصات. وصدر المجلد الأول في عام 1978 وكانت تصدر كل ثلاثة أشهر ؛ ومع تزايد شعبيتها، أصبحت تصدر كل شهرين في عام 1997.

## المستخلصات والفهرسة
وفقًا لتقارير الاستشهاد بالمجلات الأكاديمية، فإن عامل التأثير للمجلة لعام 2019 هو 17.333.